# James Williamson (réalisateur)
Pour les articles homonymes, voir James Williamson et Williamson.
James Williamson est un réalisateur, producteur, directeur de la photographie, scénariste, acteur et inventeur britannique, né le 8 novembre 1855 à Kirkcaldy, dans le Fife (côte Est de l'Écosse) et mort le 18 août 1933 à Richmond upon Thames (banlieue du Sud-Ouest de Londres). Il est, avec George Albert Smith, un des deux représentants les plus importants de l'École de Brighton, courant cinématographique britannique qui a découvert certains des premiers et des plus fondamentaux éléments du langage filmique. Il a découvert le champ-contrechamp (Attaque d'une mission en Chine et Fire!), poussé jusqu'à l'illogisme la déclinaison des grosseurs de plans ou cadrages (The Big Swallow), et initié les chase films (films de poursuite) avec Au voleur ! et Notre nouveau jeune commis, qui ont influencé les cinémas européen et américain.

## Biographie
James Williamson est né en Écosse, élevé à Édimbourg. Après un apprentissage de droguiste à Londres, il monte son propre magasin à 22 ans. Moins de dix ans plus tard, en 1886, il choisit de s’installer à Hove, ville jumelle de la célèbre station balnéaire de Brighton, dans le Sud de l’Angleterre, où il tient commerce de fournitures pour les photographes plaisanciers, plaques photosensibles, révélateur, fixateur, etc., et exécute des travaux à la demande (développements, tirages). Il pratique aussi les projections publiques de lanternes magiques avec des photographies sur plaques de verre.

### L'École de Brighton
Dans la ville de Hove, James Williamson est ce qu’on appelle un petit notable. Il se lie d’amitié avec d’autres commerçants ou artisans, non seulement de Hove, mais aussi de Brighton : George Albert Smith, hypnotiseur et directeur du Parc floral de Hove, Esmé Collings, un photographe portraitiste de Brighton, qui possède aussi des ateliers de photographies à Londres, Liverpool et Manchester, et un ingénieur, Alfred Darling, qui a monté un atelier de mécanique de précision dans les communs de son habitation à Brighton. D'autres se joindront plus tard à eux, comme James Bamforth, photographe et vendeur de cartes postales sur les plages de Brighton.
Ce cercle d’amis, qui va bouleverser le langage du cinéma à la charnière du XIXe siècle et du XXe siècle, le temps de s’initier à ses élémentaires techniques, est appelé par le grand historien français du cinéma mondial, Georges Sadoul, l’École de Brighton. Dans les années 1890, ce cercle est un excellent moyen d’information pour ses membres, et c’est ainsi que l’ouverture à Londres d’un Kinetoscope Parlor le 7 octobre 1894 n’échappe pas à leur attention. La machine à visionner individuellement les premiers films du cinéma, le Kinétoscope, inventée par l’Américain Thomas Edison et son assistant, l’ingénieur-électricien William Kennedy Laurie Dickson, est en effet une attraction courue qui les interpelle. Ils connaissent déjà les travaux de chronophotographie de leur compatriote Eadweard Muybridge, émigré aux États-Unis, et du Français Étienne-Jules Marey, mais les films d’une minute, tournés par Laurie Dickson grâce au Kinétographe, la caméra de prise de vues animées mise au point par Dickson et Edison en 1891, sont pour eux une révélation. La pellicule souple de 35 mm de large à 2 jeux de 4 perforations rectangulaires par photogramme, pour laquelle Edison a détourné le mot anglais film, est pour eux une découverte. L’envie de faire des films est en plus attisée, au cours de l’année 1896, par les premières projections sur grand écran des « vues photographiques animées », ainsi que Louis Lumière nommait ses bobineaux de pellicule impressionnée 35 mm à 2 perforations rondes par photogramme. D’autant que le petit groupe sait maintenant qu’un de leurs compatriotes, Robert William Paul, un Londonien, a mis au point, à quelques semaines d’intervalle, un appareil de prise de vues sur pellicule 35 mm à perforations Edison, et qu’il a lui aussi réussi à enregistrer et projeter des films.
En 1897, James Williamson et George Albert Smith sollicitent les talents en mécanique d’Alfred Darling qui leur fabrique chacun une caméra de prises de vues animées, utilisant la pellicule à perforations Edison, et la même année, sortent leurs premiers films. Contrairement à G. A. Smith qui commence immédiatement par tourner des fictions, James Williamson entreprend d’abord des sujets documentaires (le mot "documentaire" s’appliquera au cinéma « du réel » à partir de 1911), par exemple, « il prenait sept ou huit vues des Régates de Henley, en montrant successivement la foule qui s’assemblait, le départ des bateaux, quelques équipes en pleine course, les spectateurs vus d’un bateau en travelling ; son élémentaire montage se terminait par l’arrivée des vainqueurs. »

### Attaque d'une mission en Chine
C’est dans cette perspective documentaire que James Williamson tourne en 1900, une sorte "d’actualité reconstituée" puisque les événements évoqués se déroulent au moment même où il réalise ce film : la guerre des Boxers, nationalistes chinois dont l’emblème est un poing fermé, contre l’occupant britannique. Attaque d'une mission en Chine est cependant bien une fiction, et le point de départ historique d’un genre majeur du cinéma : le film d’action.
Dans ce film qui raconte le siège d’une mission évangélique en Chine et sa délivrance par une troupe de fusiliers marins, les Blue Jackets, J. Williamson utilise encore un procédé nouveau qu’il a déjà éprouvé dans ses premières œuvres, il décrit une scène en la divisant en plusieurs plans.

« Ce style de récit, typiquement cinématographique, paraît avoir été inconnu en 1900, hors d’Angleterre. »

Effectivement, à l’époque, seul le documentaire américain, produit par Edison, Scènes de la ruée vers l'or au Klondike, sorti en 1899, est connu pour être composé de plusieurs plans descriptifs dont le sens est donné par le montage. Le cinéaste français Georges Méliès dispose depuis peu ses saynètes l’une au bout de l’autre mais elles constituent encore chacune une entité indépendante filmée en un seul cadrage selon la règle du cinéma primitif : une action dans un décor doit être filmée du début à la fin en une seule prise de vues. G. Méliès prend d’ailleurs la précaution, en faisant ainsi se succéder les saynètes, de bien les séparer par des fondus de fermeture puis d’ouverture, respectant ainsi la règle qu’il s’est donnée et qui est calquée sur la division d’un spectacle de music-hall en tableaux (dont il reprend l’appellation pour désigner ses plans).
Diviser une action unique dans un même décor en plusieurs prises de vues montées les unes derrière les autres selon une progression logique de la dramaturgie est typique des cinéastes de l’École de Brighton, et voici ce qu’en pense Georges Sadoul :

« En 1900, George Albert Smith était encore avec James Williamson à l’avant-garde de l’art cinématographique. »

Mais James Williamson expérimente dans ce film une autre découverte, qui lui est personnelle : le champ-contrechamp, succession de plans dont les axes de prise de vues sont opposés.

« Il faut se souvenir que les cinéastes de l’époque exécutaient leurs prises de vues en respectant toujours une configuration précise, celle des photographes, le soleil devait être dans le dos de l’opérateur, face au sujet. Le contraire conduisait à une inévitable déconvenue, les pellicules ne supportaient pas le contre-jour qui produisait alors des silhouettes aux figures obscurcies, presque illisibles. James Williamson, en retournant sa caméra par rapport à la mission bien éclairée de face, provoque un violent décrochage de lumière derrière les fusiliers marins, ce qui rend la photographie très contrastée, avec les visages un peu sombres, mais donne à ce plan une force dramatique certaine... »

Attaque d’une mission en Chine inspire en 1903 un autre réalisateur lié à l’École de Brighton, Frank Mottershaw, avec L’Attaque d’une diligence au siècle dernier (Robbery of the Mail Coach), qui inspire à son tour le réalisateur américain Edwin Stanton Porter qui tourne, la même année, le premier western américain : Le Vol du grand rapide (The Great Train Robbery). En 1905, un autre cinéaste lié à l’École de Brighton, William Haggar, tourne La Vie de Charles Peace, qui reprend les figures de style découvertes à Brighton.

### Fire!
Dans Fire!, James Williamson utilise en 1901 le même procédé du champ-contrechamp, en alternant dramatiquement un plan tourné en studio avec un plan filmé en extérieur naturel. Ce champ-contrechamp montre d’abord un homme prisonnier des flammes qui menacent sa chambre. L’homme s’évanouit, le feu prend aux rideaux de la fenêtre, découvrant derrière la croisée un pompier, arrivé par une échelle, qui saisit l’homme et le sort du brasier. Puis, vu de l’extérieur, le sauvetage de la victime que le pompier ramène au sol, sain et sauf. Ce champ-contrechamp assure la continuité temporelle du récit, malgré le saut spatial du contrechamp, et utilise ce saut comme ellipse spatiale pour éluder le moment critique (dangereux à une époque où les cascadeurs n’existaient pas encore) où le pompier porte la victime, de la chambre au sommet de l’échelle. C’est une figure parfaite, jamais vue à l’époque, et qui n’est pas aussi évidente qu’on peut le croire aujourd’hui.
Ainsi, Edwin Stanton Porter, très attentif aux films de James Williamson, tourne en 1903 Life of an American Fireman, un film de 6 minutes qui raconte aussi l’intervention d’une brigade de pompiers sur un incendie d’où sont tirées une mère et sa fille. Bien que s’inspirant de Fire!, selon sa propre déclaration à la presse, E. S. Porter ne comprend pas comment fonctionne le champ-contrechamp, qui est une audace à l’époque, vue sans doute par le réalisateur américain comme une faute par rapport aux règles issues de la photographie. E. S. Porter montre d’abord toute la scène telle qu’elle a été filmée en studio, dans la chambre, du début (appel à l’aide et désespoir de la mère) à la fin (sauvetage de sa fillette). Puis il reprend exactement la même action, de son début jusqu’au sauvetage, mais cette fois vue de l’extérieur d’un bâtiment réel. Ce redoublement de l’action, qui stupéfie le spectateur d’aujourd’hui, détruit le suspense dans la reprise de l’action vue de l’extérieur, mais permet à E. S. Porter de respecter la règle admise par tous, sauf à Brighton, de l’autonomie temporelle de chaque vue prise dans un même décor.

### Au voleur!
Avec Au voleur !, réalisé en 1901, James Williamson lance un genre de films qui va se multiplier en Angleterre, puis en Europe et notamment en France : les chase films, autrement dit les films de poursuite, tragiques ou burlesques, qui vont dix ans plus tard se décliner aux États-Unis dans des films burlesques initiés par un acteur-réalisateur d’origine canadienne, Mack Sennett, qui fera notamment connaître Charles Chaplin. En 1905, James Williamson tourne un film de poursuite moins ordinaire que les nombreux autres qu'il a réalisés, Our New Errand Boy (Notre nouveau jeune commis), puisque c'est son fils Tom qui tient le rôle d'un gamin déluré qui joue des farces à son patron, un épicier (James Williamson en personne) et qui échappe à ses poursuivants avec des rires édentés de jeune garçon satisfait de ses tours.

### The Big Swallow
C’est en 1901 également que James Williamson tourne The Big Swallow, qui ressortit d’une tradition du nonsense anglais, la situation absurde, le gag loufoque. J. Williamson s’amuse à montrer un personnage de petit bourgeois terriblement volubile qui s’approche de la caméra, qu’il fixe du regard droit dans l’objectif, en jacassant avec véhémence, protestant contre on ne sait quoi que l’on veut lui imposer à son corps défendant. « Pourtant il continue de s’approcher, se positionne en gros plan face à l’objectif. Il s’approche encore, on ne voit plus que les détails de son visage, en très gros plan. Plus près encore, avec un exceptionnel très-très gros plan de la bouche plein écran qui avale l’objectif, nous plongeant dans le noir. » Dans la semi-obscurité qui suit, on voit un cadreur et son appareil de prise de vues, surpris par cette bouche qui les a engloutis, et qui bascule dans ce que l’on suppose être le gosier du bavard agressif. Celui-ci recrache l’objectif et se recule un peu, se repositionnant en gros plan. « Il mâche férocement et enfin il éclate d’un rire dément. »
Aucun film de l’époque n’avait encore osé des plans aussi serrés sur un visage. L’alibi du grotesque permettait cette indiscrétion, mais il s’agit bien d’une expérimentation tout à fait extraordinaire, déclinant une gamme complète de cadrages, par approche du personnage, du plan américain (mi-cuisses) au très-très gros plan.

### The Dear Boys Home for Holidays
En 1904, dans The Dear Boys Home for Holidays, Williamson filme deux garçons qui s'amusent à barbouiller de chocolat le visage d'un bébé. Au tournage, le réalisateur coupe, se rapproche et reprend le filmage de façon plus serrée, proposant sans doute l'un des premiers raccords dans l'axe de l'histoire du cinéma.

### Le matériel de cinéma Williamson
Après quelque 130 films courts, James Williamson arrête définitivement sa production et ses réalisations au début des années 1910. Il concentre alors ses efforts sur la mise au point de matériels nouveaux destinés à l’industrie du film britannique, et même à l’armée qu’il dote d’une cinémitrailleuse de son invention pour valider les destructions d’appareils ennemis par l’avion où est embarquée la caméra, synchronisée avec le tir des mitrailleuses.

### Fin de vie
James Williamson meurt à son domicile d’une crise cardiaque le 18 août 1933.

## Filmographie abrégée
Comme réalisateur
- 1898 : The Clown Barber
- 1900 : Attack on a China Mission (Attaque d'une mission en Chine)
- 1901 : Fire!
- 1901 : The Big Swallow
- 1901 : Stop Thief !  (Au voleur ! )
- 1902 : The Little Match Seller
- 1904 : An Interesting Story
- 1904 : The Dear Boys Home for the Holidays
- 1905 : Our New Errand Boy (Notre nouveau jeune commis)
- 1906 : Flying the Foam and Some Fancy Diving